# Real de Catorce (banda)
Real de Catorce es un grupo de blues/blues-rock, procedente de México. Su nombre es tomado del pueblo minero de San Luis Potosí, Real de Catorce.

## Historia
Real de Catorce se formó en 1985, dando su primer concierto en Rockotitlán en la Ciudad de México el 12 de diciembre. De inmediato comienza a sobresalir de entre el resto de los grupos de la época al apostar por el blues, un género musical que, si bien tiene una buena cantidad de seguidores en México, no tenía ningún representante sobresaliente, lo que los convirtió en el principal exponente del género en su país. Dentro de las estructuras propias del blues han realizado fusión con géneros como el rock, jazz y swing. Las composiciones líricas y musicales de José Cruz siempre han tenido un soporte musical por músicos virtuosos en sus respectivos instrumentos. A ello sumado el talento poético de Cruz, ha convertido a Real de Catorce en un grupo respetado y popular, considerados junto a La Barranca y Santa Sabina como grupos de culto.
Se caracterizan, igualmente, por ser ejemplo de la promoción y distribución cultural independiente de las grandes discográficas. Además, su trabajo es reconocido por público de todas las edades, quienes mantenían sus presentaciones por todo el país con una asistencia nutrida.
Entre sus canciones más populares están Azul (su primer éxito), El ángel,"Mujer sucia" (otro de sus grandes éxitos), Al rojo de la tarde, Pago mi renta con un poco de blues, Blues del atajo, Dorina y Abel, El Quinqué, Beso de ginebra, Mujer liviana, La venenosa, El anticuario, Agua con sal, No soy el hombre de tu vida, El Gárgaras, Lila, Sola, Vacía y Dramas para piano y violín.

### Enfermedad de José Cruz y demanda
El 2 de noviembre de 2006 en pleno concierto José Cruz, vocalista y compositor de Real de Catorce, sufre de un paro respiratorio a causa de su severa crisis de esclerosis múltiple que padece desde 2005. Durante su lenta recuperación el grupo musical se dividió en dos bandos, fracturando la banda. En 2007 algunos integrantes y colaboradores del grupo demandan a José Cruz ante la Junta Local de Conciliación y Arbitraje del DF por salarios caídos.

## Miembros
- José Cruz Camargo - voz, armónica, guitarra, dobro, composiciones.
- María José Camargo - voz y coros.
- Rodrigo Pratt - bajo eléctrico.
- Arturo Waldo - guitarra.
- Miguel Korsa - guitarra.
- Francisco Velasco - teclados.
- Alan López - batería.

### Miembros pasados
- Fernando Ábrego, batería y otras percusiones (1982-2006)
- Dwight Carroll (1982-1985)
- José Iglesias - guitarra y flauta (1985- 1997)
- Severo Viñas Montes - bajo eléctrico y percusiones ( 1983-1990)
- Rafael Herrera - bajo (1990-1992)
- Juan Cristóbal Pérez Grobet - bajo (1992-1999)
- - Julio Zea, guitarra (1998-2006)
- Jorge Velasco - bajo eléctrico (1999-2002)
- Carlos Torres - violín, teclados ( 1998-2002)
- Salvador Arceo - bajo eléctrico (2003-2004)
- Bernardo Fernández Yah (El pollo) † (-2005)- bajo eléctrico, saxofón, percusiones (desde 2004 hasta 2005).
- - Neftalí López, bajo eléctrico (2005-2006)
- Iván Villanueva - teclados ( 2006-2013)
- Christian Villanueva - batería(2008-2013)

## Discografía
- Real de Catorce - 1987
  1. Azul
  2. Me miraba a los ojos
  3. Flores en la ventana
  4. Soledad y Sol
  5. El halcón
  6. Paria's blues
  7. Mujer sucia
  8. El lobo
- Tiempos Obscuros - 1988
  1. Pájaro loco
  2. El ángel
  3. Un par de ojos
  4. Un mediodía triste
  5. Suena el viento
  6. La medicina
  7. Con el alma borracha
  8. Al rojo de la tarde
- Mis amigos muertos - 1989
  1. Radio Morir
  2. Patios de cristal
  3. Recargado
  4. Barcos
  5. Malo
  6. Polvo en los ojos
  7. Llévate la historia
  8. Botellas de mar
- Voces interiores - 1992
  1. Toca un rock'n roll
  2. Extraño en la multitud
  3. Mala inversión
  4. Sostente de pie
  5. Madre blues
  6. Pago mi renta con un poco de blues
  7. Voces familiares
  8. Niña Virgen María
- Contraley - 1994
  1. El taxi de los sueños
  2. El blues del atajo
  3. Dorina y Abel
  4. Jenny
  5. Llame por favor
  6. Tu alma no pesa
  7. Contraley
  8. El quinqué
  9. Devoto amor
  10. El honor y la furia
  11. Beso de ginebra
  12. Esta noche
- Azul (En vivo) - 1997
  1. Mujer sucia
  2. La medicina
  3. Malo
  4. Pago mi renta con un poco de blues
  5. Blues del atajo
  6. Azul
- Al rojo (En vivo) - 1997
  1. Al rojo de la tarde
  2. El lobo
  3. Beso de ginebra
  4. Patios de cristal
  5. Un par de ojos
  6. Presentación
  7. Esta noche
- Cicatrices - 1998
  1. Cicatrices
  2. Bebimos y vivimos
  3. No me dejes (por favor)
  4. Labios rotos
  5. Lila
  6. Un largo rato
  7. Mujer liviana
  8. La venenosa
  9. La Buenos Aires
  10. Ogarrio
  11. Híkuri
  12. Prendas de algodón
  13. Anforita de blues
  14. El anticuario
- Nueve - 2000
  1. Déjame tranquilo
  2. Agua con sal
  3. El gárgaras
  4. Sola
  5. Un buen café
  6. El misterio de las cosas
  7. Al poeta
  8. Adiós, partí
  9. Mi Susy
  10. No soy el hombre de tu vida
- Voy a morir - 2002
  1. Crecimiento cero
  2. Busco a mi padre
  3. El virrey
  4. Vacía
  5. Esa luz
  6. Voy a morir
  7. El boxeador
  8. Veneno
  9. Columnas de hiel
  10. Dramas para piano y violín
  11. El suicidio del cisne
  12. Mi piel
- Recopilación; Canciones emblemáticas seleccionadas por el autor - 2012
  - Disco 1
    1. El lobo (en vivo)
    2. Azul (en vivo)
    3. Me miraba a los ojos
    4. Mujer sucia
    5. Flores en la ventana
    6. Paria's blues
    7. Suena el viento
    8. Al rojo de la tarde (en vivo)
    9. Patios de cristal (en vivo
    10. Llévate la historia
    11. Dorina y Abel
    12. Contraley
    13. El quinqué

  - Disco 2
    1. La medicina
    2. Voy a morir
    3. El suicidio del cisne
    4. Blues del atajo (en vivo)
    5. Hícuri
    6. Lila
    7. Prendas de algodón
    8. Sola
    9. El misterio de las cosas
    10. Adiós, partí
    11. Soledad y Sol (en vivo)
    12. El anticuario
    13. Mercado de ángeles
    14. Tres días
- Una razón para vivir - 2012
  - Disco 1
    1. Le llamé a mi amante - 3:31
    2. Golpéame - 3:37
    3. Mira a ese hombre - 5:06
    4. Canciones para idiotas - 2:41
    5. Aún sin caer - 3:20
    6. Cuando hables de dolor - 3:25
    7. Vulnerable amor - 3:24
    8. Una razón para vivir - 3:18

  - Disco 2
    1. Mala sangre - 3:47
    2. Barrio de asonada 2:59
    3. La bala maldita - 3:32
    4. Caos - 3:44
    5. Al cuarto para las dos - 6:35
    6. Tres segundos 6:17
    7. Lo peor de todo - 5:17
    8. Testamento - 3:00
- Nación blues - 2016
  1. Chanson
  2. Dios es un macho
  3. Tabacos del amor
  4. Canción mil
  5. Blues del deportado
  6. Demonios de sal
  7. La luna en los tinacos
  8. El hambre
  9. La difunta
  10. Mis últimos días
  11. El beso
- XXXVII Aniversario en vivo - 2020 (digital)
  1. Al rojo de la tarde
  2. Blues del atajo

### DVD
- De cierto azul - 2003 (DVD)